# Kapskarv
Kapskarv (Phalacrocorax capensis) är en fågel i familjen skarvar inom ordningen sulfåglar. Den är endemisk för sydvästra Afrika där den minskar kraftigt i antal, så pass att den anses vara starkt utrotningshotad.

## Utseende
Kapskarven är en liten till medelstor (63 cm) skarv med förhållandevis kort stjärt. I sommardräkt känns den lätt igen på blåsvart glänsande dräkt och lysande gul strupsäck. Vintertid är den istället matt brun, på hakan, halsen och övre bröstet mer gråbrun. Ungfågeln liknar den vuxna fågeln i vinterdräkt men är vitare undertill.

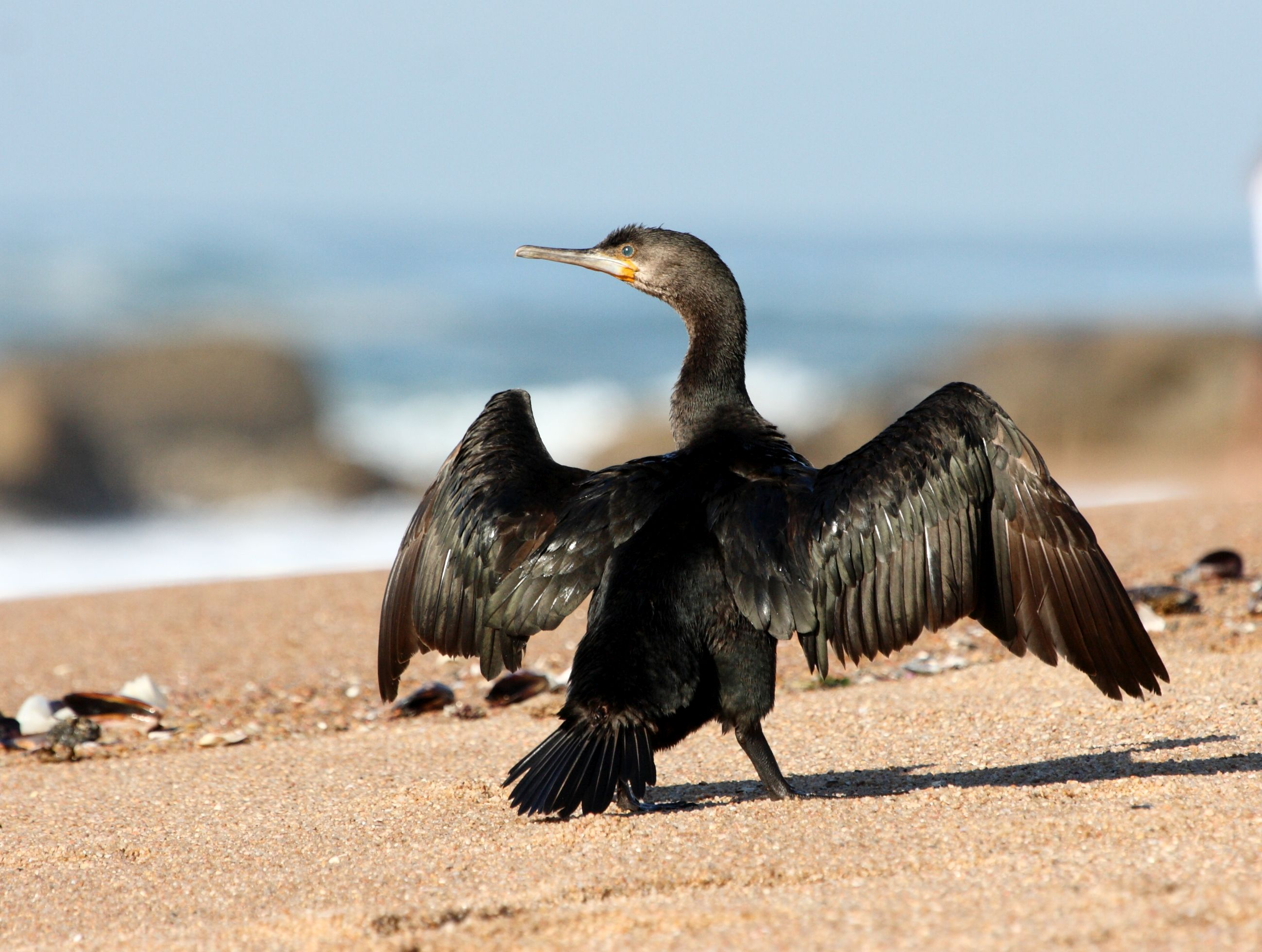
Kapskarv som torkar sina vingar.

## Utbredning och systematik
Kapskarven förekommer vid kusten i sydvästra Namibia och södra Sydafrika. Fågeln är nära släkt med storskarven (Phalacrocorax carbo) och japansk skarv (P. capillatus). Den behandlas som monotypisk, det vill säga att den inte delas in i några underarter.

### Skarvarnas släktskap
Skarvarnas taxonomi har varit omdiskuterad. Traditionellt har de placerats gruppen i ordningen pelikanfåglar (Pelecaniformes) men de har även placerats i ordningen storkfåglar (Ciconiiformes). Molekulära och morfologiska studier har dock visat att ordningen pelikanfåglar är parafyletisk. Därför har skarvarna flyttats till den nya ordningen sulfåglar (Suliformes) tillsammans med fregattfåglar, sulor och ormhalsfåglar.

## Levnadssätt
Kapskarven häckar mellan september och februari i kolonier på öar och kustklippor. Den är mycket sällskaplig och nästan helt havsbunden. Födan består huvudsakligen av stimlevande fisk, framför allt Sardinops ocellata och Eungralis capensis.

## Status och hot
Kapskarven har minskat mycket kraftigt i antal, troligen på grund av kollapsande fiskbestånd. Arten är dock sårbar även för oljeutsläpp och utbrott av fågelkolera. Internationella naturvårdsunionen IUCN kategoriserar därför arten numera som starkt hotad. Fortfarande är den dock den vanligaste skarvarten i sydvästra Afrika, med en uppskattad världspopulation på 234.000 vuxna individer.